# Quart (Włochy)
Quart – miejscowość i gmina we Włoszech, w regionie Dolina Aosty.
Według danych na styczeń 2009 gminę zamieszkiwało 3658 osób przy gęstości zaludnienia 58,8 os./km².